# Helen Langehanenberg
Helen Langehanenberg (Münster, 21 maggio 1982) è una cavallerizza tedesca.

## Palmarès

### Olimpiadi
- 1 medaglia:
  - 1 argento (Londra 2012 nel dressage a squadre)

### Mondiali
- 3 medaglie:
  - 1 oro (Normandia 2014 nel dressage a squadre)
  - 2 argenti (Normandia 2014 nel dressage speciale; Normandia 2014 nel dressage freestyle)

### Europei
- 5 medaglie:
  - 2 ori (Herning 2013 nel dressage a squadre; Göteborg 2017 nel dressage a squadre)
  - 3 argenti (Rotterdam 2011 nel dressage a squadre; Herning 2013 nel dressage speciale; Herning 2013 nel dressage freestyle)

### Coppa del Mondo
- 3 medaglie:
  - 1 oro (Göteborg 2015 nel dressage individuale)
  - 2 argenti (Den Bosch 2012 nel dressage individuale; Lione 2014 nel dressage individuale)